# Şener Şen
Şener Şen (Adana, 26 de desembre de 1941) és un actor de cinema, teatre i sèries de televisió turc. És fill de l'actor de gènere de Yeşilçam Ali Şen (1918-1989). Abans de ser actor ha fet diversos treballs com venedor ambulant, conductor de minibus, treballador de fàbrica i profesor rural, abans de ser acceptat al Teatre Municipal (Şehir Tiyatrosu) de l'Ajuntament d'Istanbul. La primera pel·lícula on apareix al cinema és el 1963, a Hizmetçi Dediğin Böyle Olur (Així ha de ser una criada). Mentre feia petites papers en diverses pel·lícules, un dia el director Ertem Eğilmez el crida pel rol de "Badi Ekrem" (Body Ekrem, el profesor d'educació fisica) en Hababam Sınıfı Sınıfta Kaldı (1975-76, la segona de la sèrie de pel·lícules Hababam Sınıfı) on salta a la fama.
Şen és un dels artistes turcs que en un inici van ser atorgats el títol de Devlet Sanatçısı (Artista de l'Estat) de Turquia però després es va retirar per una sentència judicial.

## Filmografia

Şalvar Davası, pel·lícula turca de comèdia social inspirada en Lisístrata.